# Лазурний (Челябінська область)
Лазурний (рос. Лазурный) — селище у Красноармійському районі Челябінської області Російської Федерації.
Входить до складу муніципального утворення Лазурненське сільське поселення. Населення становить 1759 осіб (2010).

## Історія
Від 13 січня 1941 року належить до Красноармійського району Челябінської області.
Згідно із законом від 9 липня 2004 року органом місцевого самоврядування є Лазурненське сільське поселення.

## Населення
| 2002 | 2010  |
| ---- | ----- |
| 1807 | ↘1759 |